# Gracilidris
Gracilidris és un gènere de formigues pertanyent a la subfamília Dolichoderinae. Es creia que s'havien extingit fa 15-20 milions d'anys, però han estat retrobades al Paraguai, Brasil i Argentina, on el 2006 van ser descrita una nova espècie.
L'única espècie coneguda prèviament era Gracilidris humiloides, un fòssil de l'ambre dominicà. Després es va descriure una espècie vivent, Gracilidris pombero, cosa que va portar a considerar el gènere com a un tàxon llàtzer.
Gracilidris pombero fa nius al sòl amb petites colònies. Tenen comportament nocturn. Aquestes formigues s'han descrit recentment i poc més se'n sap d'elles.

## Espècies
El gènere Gracilidris inclou dues espècies, una d'elles fòssil:
- Gracilidris pombero Wild & Cuezzo, 2006
- Gracilidris humiloides (Wilson, 1985) †